# ATP de Buenos Aires
O ATP de Buenos Aires – ou Argentina Open, atualmente – é um torneio de tênis profissional masculino, de nível ATP 250.
Realizado em Buenos Aires, capital da Argentina, estreou nos anos 1930 e teve poucos hiatos. Os jogos são disputados em quadras de saibro durante o mês de fevereiro.

## Finais

### Simples
| Ano                                     | Campeão             | Vice-campeão        | Resultado        |
| --------------------------------------- | ------------------- | ------------------- | ---------------- |
| 2025                                    | João Fonseca        | Francisco Cerúndolo | 6–4, 7–61        |
| 2024                                    | Facundo Díaz Acosta | Nicolás Jarry       | 6–3, 6–4         |
| 2023                                    | Carlos Alcaraz      | Cameron Norrie      | 6–3, 7–5         |
| 2022                                    | Casper Ruud         | Diego Schwartzman   | 5–7, 6–2, 6–3    |
| 2021                                    | Diego Schwartzman   | Francisco Cerúndolo | 6–1, 6–2         |
| 2020                                    | Casper Ruud         | Pedro Sousa         | 6–1, 6–4         |
| 2019                                    | Marco Cecchinato    | Diego Schwartzman   | 6–1, 6–2         |
| 2018                                    | Dominic Thiem       | Aljaž Bedene        | 6–2, 6–4         |
| 2017                                    | Alexandr Dolgopolov | Kei Nishikori       | 7–64, 6–4        |
| 2016                                    | Dominic Thiem       | Nicolás Almagro     | 7–6,2, 3–6, 7–64 |
| 2015                                    | Rafael Nadal        | Juan Monaco         | 6–4, 6–1         |
| 2014                                    | David Ferrer        | Fabio Fognini       | 6–4, 6–3         |
| 2013                                    | David Ferrer        | Stanislas Wawrinka  | 6–4, 3–6, 6–1    |
| 2012                                    | David Ferrer        | Nicolás Almagro     | 4–6, 6–3, 6–2    |
| 2011                                    | Nicolás Almagro     | Juan Ignacio Chela  | 6–3, 3–6, 6–4    |
| 2010                                    | Juan Carlos Ferrero | David Ferrer        | 5–7, 6–4, 6–3    |
| 2009                                    | Tommy Robredo       | Juan Monaco         | 7–5, 2–6, 7–65   |
| 2008                                    | David Nalbandian    | José Acasuso        | 3–6, 7–65, 6–4   |
| 2007                                    | Juan Mónaco         | Alessio di Mauro    | 6–1, 6–2         |
| 2006                                    | Carlos Moyà         | Filippo Volandri    | 7–66, 6–4        |
| 2005                                    | Gastón Gaudio       | Mariano Puerta      | 6–4, 6–4         |
| 2004                                    | Guillermo Coria     | Carlos Moyà         | 6–4, 6–1         |
| 2003                                    | Carlos Moyà         | Guillermo Coria     | 6–3, 4–6, 6–4    |
| 2002                                    | Nicolás Massú       | Agustín Calleri     | 2–6, 7–65, 6–2   |
| 2001                                    | Gustavo Kuerten     | José Acasuso        | 6–1, 6–3         |
| Torneio não realizado entre 2000 e 1996 |                     |                     |                  |

| 1995                                    | Carlos Moyà            | Félix Mantilla         | 6–0, 6–3                |
| 1994                                    | Àlex Corretja          | Javier Frana           | 6–3, 5–7, 7–63          |
| 1993                                    | Carlos Costa           | Alberto Berasategui    | 3–6, 6–1, 6–4           |
| Torneio não realizado entre 1992 e 1989 |                        |                        |                         |
| 1988                                    | Javier Sánchez         | Guillermo Pérez-Roldán | 6–2, 7–6                |
| 1987                                    | Guillermo Pérez-Roldán | Jay Berger             | 3–2, ab.                |
| 1986                                    | Jay Berger             | Franco Davín           | 6–3, 6–3                |
| 1985                                    | Martín Jaite           | Diego Pérez            | 6–4, 6–2                |
| Torneio não realizado entre 1984 e 1983 |                        |                        |                         |
| 1982                                    | Guillermo Vilas        | Alejandro Ganzábal     | 6–2, 6–4                |
| 1981                                    | Ivan Lendl             | Guillermo Vilas        | 6–2, 6–2                |
| 1980                                    | José Luis Clerc        | Rolf Gehring           | 6–7, 2–6, 7–5, 6–0, 6–3 |
| 1979                                    | Guillermo Vilas        | José Luis Clerc        | 6–1, 6–2, 6–2           |
| 1978                                    | José Luis Clerc        | Víctor Pecci           | 6–4, 6–4                |
| 1977 (nov.)                             | Guillermo Vilas        | Jaime Fillol           | 6–4, 6–4                |
| 1977 (abr)                              | Guillermo Vilas        | Wojtek Fibak           | 6–4, 6–3, 6–0           |
| 1976                                    | Guillermo Vilas        | Jaime Fillol           | 6–2, 6–2, 6–3           |
| 1975                                    | Guillermo Vilas        | Adriano Panatta        | 6–1, 6–4, 6–4           |
| 1974                                    | Guillermo Vilas        | Manuel Orantes         | 6–3, 0–6, 7–5, 6–2      |
| 1973                                    | Guillermo Vilas        | Björn Borg             | 3–6, 6–7, 6–4, 6–6, ab. |
| 1972                                    | Karl Meiler            | Guillermo Vilas        | 6–7, 2–6, 6–4, 6–4, 6–4 |
| 1971                                    | Željko Franulović      | Ilie Năstase           | 6–3, 7–6, 6–1           |
| 1970                                    | Željko Franulović      | Manuel Orantes         | 6–4, 6–2, 6–0           |
| 1969                                    | François Jauffret      | Željko Franulović      | 3–6, 6–2, 6–4, 6–3      |
| 1968                                    | Roy Emerson            | Rod Laver              | 9–7, 6–4, 6–4           |

### Duplas
| Ano                                     | Campeões                           | Vice-campeões                         | Resultado               |
| --------------------------------------- | ---------------------------------- | ------------------------------------- | ----------------------- |
| 2025                                    | Guido Andreozzi Théo Arribagé      | Rafael Matos Marcelo Melo             | 7–5, 4–6, [10–7]        |
| 2024                                    | Simone Bolelli Andrea Vavassori    | Marcel Granollers Horacio Zeballos    | 6–2, 7–66               |
| 2023                                    | Simone Bolelli Fabio Fognini       | Nicolás Barrientos Ariel Behar        | 6–2, 6–4                |
| 2022                                    | Santiago González Andrés Molteni   | Fabio Fognini Horacio Zeballos        | 6–1, 6–1                |
| 2021                                    | Tomislav Brkić Nikola Čačić        | Ariel Behar Gonzalo Escobar           | 6–3, 7–5                |
| 2020                                    | Marcel Granollers Horacio Zeballos | Guillermo Durán Juan Ignacio Londero  | 6–4, 5–7, [18–16]       |
| 2019                                    | Máximo González Horacio Zeballos   | Diego Schwartzman Dominic Thiem       | 6–1, 6–1                |
| 2018                                    | Andrés Molteni Horacio Zeballos    | Juan Sebastián Cabal Robert Farah     | 6–3, 5–7, [10–3]        |
| 2017                                    | Juan Sebastián Cabal Robert Farah  | Santiago Gonzalez David Marrero       | 6–1, 6–4                |
| 2016                                    | Juan Sebastián Cabal Robert Farah  | Inigo Cervantes Paolo Lorenzi         | 6–3, 6–0                |
| 2015                                    | Jarkko Nieminen André Sá           | Pablo Andújar Oliver Marach           | 4–6, 6–4, [10–7]        |
| 2014                                    | Marcel Granollers Marc López       | Pablo Cuevas Horacio Zeballos         | 7–5, 6–4                |
| 2013                                    | Simone Bolelli Fabio Fognini       | Nicholas Monroe Simon Stadler         | 6–3, 6–2                |
| 2012                                    | David Marrero Fernando Verdasco    | Michal Mertiňák André Sá              | 6–4, 6–4                |
| 2011                                    | Oliver Marach Leonardo Mayer       | Franco Ferreiro André Sá              | 7–66, 6–3               |
| 2010                                    | Sebastián Prieto Horacio Zeballos  | Simon Greul Peter Luczak              | 7–64, 6–3               |
| 2009                                    | Marcel Granollers Alberto Martín   | Nicolás Almagro Santiago Ventura      | 6–3, 5–7, [10–8]        |
| 2008                                    | Agustín Calleri Luis Horna         | Werner Eschauer Peter Luczak          | 6–0, 66–7, [10–2]       |
| 2007                                    | Martín García Sebastián Prieto     | Rubén Ramírez Hidalgo Albert Montañés | 6–4, 6–2                |
| 2006                                    | František Čermák Leoš Friedl       | Vasilis Mazarakis Boris Pašanski      | 6–1, 6–2                |
| 2005                                    | František Čermák Leoš Friedl       | José Acasuso Sebastián Prieto         | 6–2, 7–5                |
| 2004                                    | Lucas Arnold Ker Mariano Hood      | Federico Browne Diego Veronelli       | 7–5, 26–7, 6–4          |
| 2003                                    | Mariano Hood Sebastián Prieto      | Lucas Arnold David Nalbandian         | 6–2, 6–2                |
| 2002                                    | Gastón Etlis Martín Rodríguez      | Simon Aspelin Andrew Kratzmann        | 3–6, 6–3, [10–4]        |
| 2001                                    | Lucas Arnold Ker Tomás Carbonell   | Mariano Hood Sebastián Prieto         | 5–7, 7–5, 7–65          |
| Torneio não realizado entre 2000 e 1996 |                                    |                                       |                         |
| 1995                                    | Vince Spadea Christo Van Rensburg  | Jiří Novák David Rikl                 | 6–3, 6–3                |
| 1994                                    | Sergio Casal Emilio Sánchez        | Tomás Carbonell Francisco Roig        | 6–3, 6–2                |
| 1993                                    | Tomás Carbonell Carlos Costa       | Sergio Casal Emilio Sánchez           | 6–4, 6–4                |
| Torneio não realizado entre 1992 e 1989 |                                    |                                       |                         |
| 1988                                    | Carlos Costa Javier Sánchez        | Eduardo Bengoechea José Luis Clerc    | 6–3, 3–6, 6–3           |
| 1987                                    | Sergio Casal Tomás Carbonell       | Jay Berger Horacio De La Peña         | w.o.                    |
| 1986                                    | Loïc Courteau Horst Skoff          | Gustavo Luza Gustavo Tiberti          | 3–6, 6–4, 6–3           |
| 1985                                    | Martín Jaite Christian Miniussi    | Eduardo Bengoechea Diego Pérez        | 6–4, 6–3                |
| Torneio não realizado entre 1984 e 1983 |                                    |                                       |                         |
| 1982                                    | Hans Kary Zoltan Kuharszky         | Ángel Giménez Manuel Orantes          | 7–5, 6–2                |
| 1981                                    | Marcos Hocevar João Soares         | Alvaro Fillol Jaime Fillol            | 7–6, 6–7, 6–4           |
| 1980                                    | Hans Gildemeister Andrés Gómez     | Ángel Giménez Jairo Velasco Sr.       | 6–4, 7–5                |
| 1979                                    | Tomáš Šmíd Sherwood Stewart        | Marcos Hocevar João Soares            | 6–1, 7–5                |
| 1978                                    | Chris Lewis Van Winitsky           | José Luis Clerc Belus Prajoux         | 6–4, 3–6, 6–0           |
| 1977 (nov.)                             | Ion Ţiriac Guillermo Vilas         | Ricardo Cano Antonio Muñoz            | 6–4, 6–0                |
| 1977 (abr.)                             | Wojtek Fibak Ion Ţiriac            | Lito Álvarez Guillermo Vilas          | 7–5, 0–6, 7–6           |
| 1976                                    | Carlos Kirmayr Tito Vásquez        | Ricardo Cano Belus Prajoux            | 6–4, 7–5                |
| 1975                                    | Paolo Bertolucci Adriano Panatta   | Jürgen Fassbender Hans-Jürgen Pohmann | 7–6, 6–7, 6–4           |
| 1974                                    | Manuel Orantes Guillermo Vilas     | Clark Graebner Thomaz Koch            | 6–4, 6–3                |
| 1973                                    | Ricardo Cano Guillermo Vilas       | Patricio Cornejo Iván Molina          | 7–6, 6–3                |
| Torneio de duplas não realizado em 1972 |                                    |                                       |                         |
| 1971                                    | Željko Franulović Ilie Năstase     | Patricio Cornejo Jaime Fillol         | 6–4, 6–4                |
| 1970                                    | Bob Carmichael Ray Ruffels         | Željko Franulović Jan Kodeš           | 7–5, 6–2, 5–7, 6–7, 6–3 |
| 1969                                    | Patricio Cornejo Jaime Fillol      | Roy Emerson Frew McMillan             | w.o.                    |
| 1968                                    | Andrés Gimeno Fred Stolle          | Rod Laver Roy Emerson                 | 6–3, 4–6, 6–1           |